# Palpibidion minimum
Palpibidion minimum är en skalbaggsart som beskrevs av Martins och Maria Helena M. Galileo 2003. Palpibidion minimum ingår i släktet Palpibidion och familjen långhorningar. Inga underarter finns listade i Catalogue of Life.